# Fiebres del oro en Australia

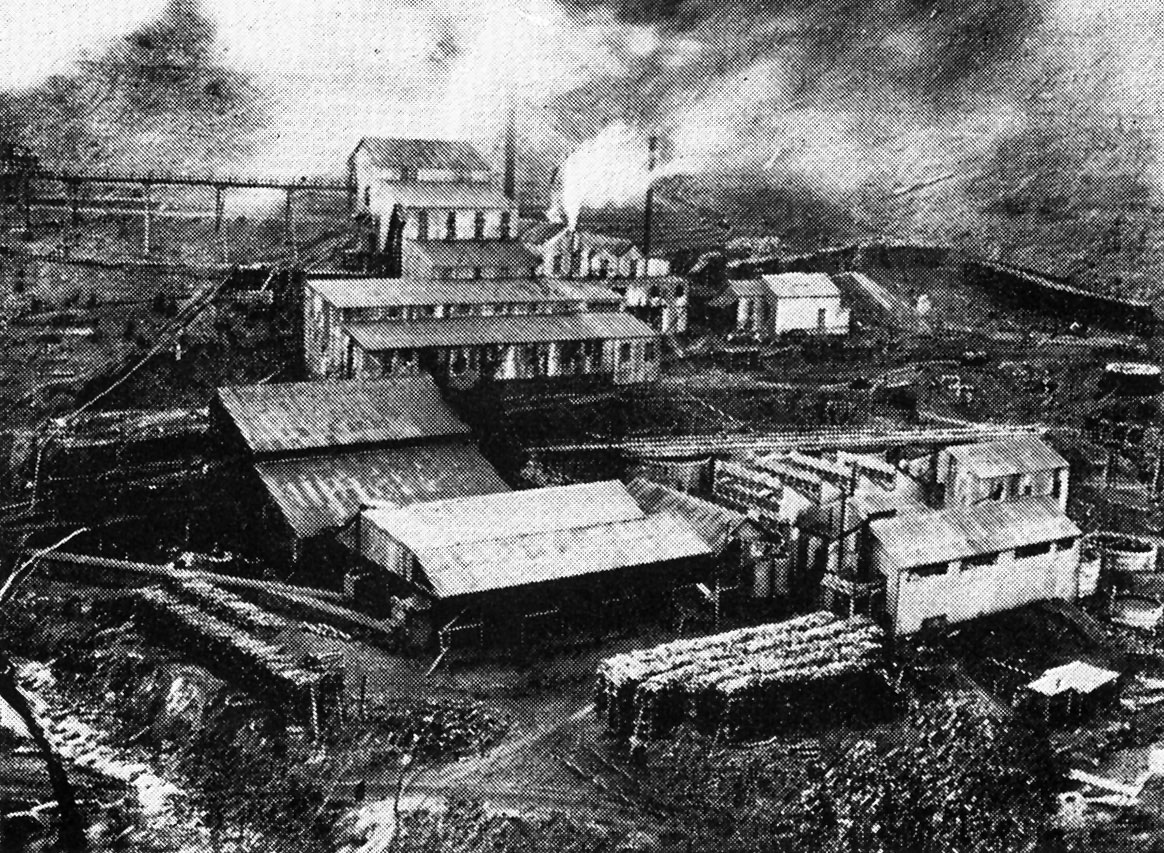
Mina Cassilis, circa 1900.

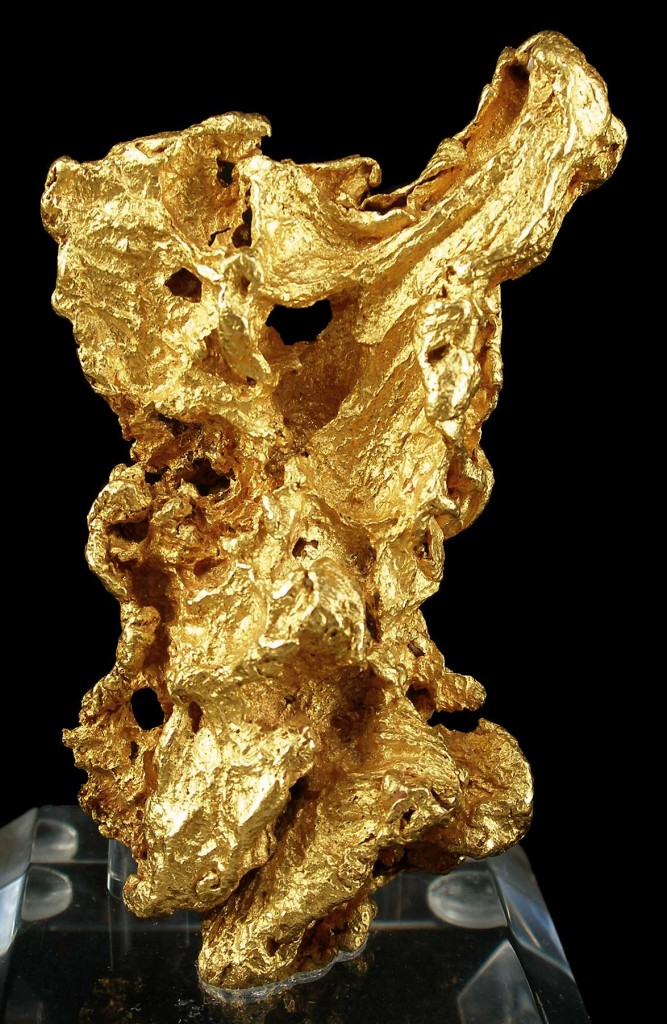
Un gran trozo de oro de las minas Ballarat, pesa 150 gms, y mide 7,4 x 4,4 x 2,3 cm

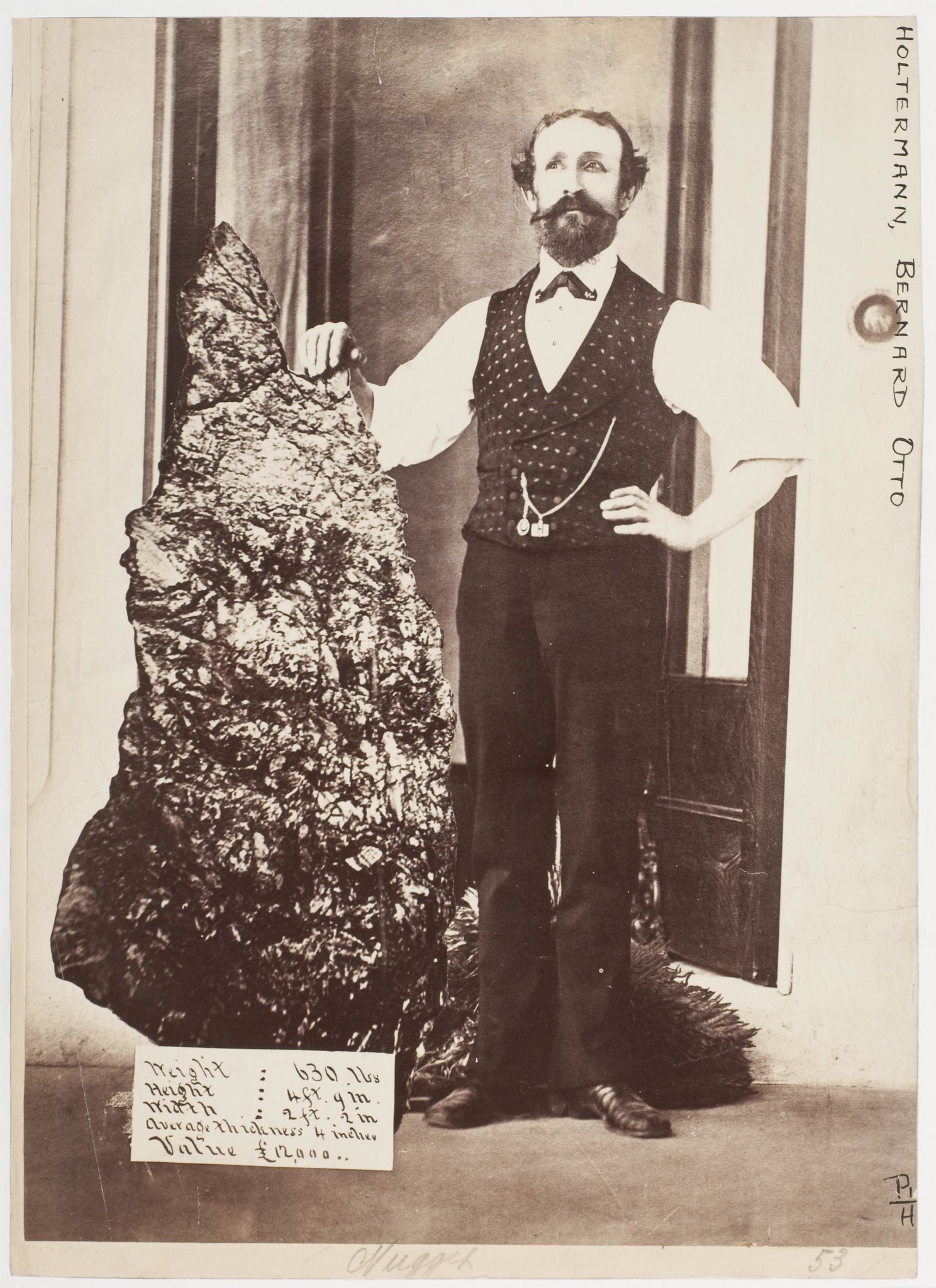
Pepa de oro de Hill End, excavado en 1872.

La fiebre del oro australiana comenzó en 1851, cuando el buscador de oro Edward Hammond Hargraves anunció el descubrimiento de oro en cercanías de Bathurst, Nueva Gales del Sur, en un sitio que Edward Hargraves denominó Ophir. 
Seis meses más tarde, se encontró oro en Victoria. Con anterioridad al descubrimiento de Hargraves, gran cantidad de oro había sido descubierto por otros, incluyendo al reverendo WB Clarke en 1841 con descubrimientos adicionales en 1844. Cuando Clarke le informó de su descubrimiento a George Gipps el gobernador de Nueva Gales del Sur, Gipps le dijo a Clarke: «¡Escóndalo, señor Clarke, o nos cortarán la garganta!». El hallazgo de oro en una sociedad de convictos no era una noticia buena. Si bien los gobiernos de NSW y Victoria posteriormente premiaron a Clarke por su contribución, sus premios financieros no fueron de la talla de los que obtuvo Hargraves.

## Descubrimientos de oro destacables
Algunos de los primeros descubrimientos de oro en la colonia fueron:
- 1814 - Se rumorea que algunos convictos que trabajaban en el trazado de un camino en Bathurst habrían encontrado oro.[1]
- 1823, 15 de febrero - El primer descubrimiento verificado de oro en las colonias fue realizado por el Assistant Surveyor, James McBrien, quien descubrió numerosas pepitas de oro en Fish River, a unos 27 km al este de Bathurst, New South Wales.
- 1825 - Un convicto es azotado a latigazos en Sídney por la sospecha de haber robado oro, al afirmar que lo había encontrado en el campo. Una carta anónima enviada al editor del Sídney Morning Herald el 20 de mayo de 1851 identificó el sitio del hallazgo como "Big Hill".
- 1829 - Jackson Barwise sostiene que James Ryan le hace notar la presencia de oro. Ellos empacan el oro y Barwise lo lleva a Sídney donde se le dice que no propale la noticia de lo ya que de lo contrario será considerado un enfermo mental y encerrado en consecuencia. Se supone que esto fue para evitar que los pastores huyeran en busca de oro.
- 1839, abril - Paweł Edmund Strzelecki descubrió oro junto con piritas en el Vale of Clwydd, en las Montañas azules, New South Wales.
- 1844 - Alexander Tolmein, enviado por el gobernador Grey a la Isla Kangaroo para capturar a una banda de forajidos, informa que a unos 32 km al suroeste de Melbourne vio unas rocas de cuarzo con metal amarillo en ellas, lo cual está convencido era oro.
- 1848 - Se encuentran pepitas de oro en los spurs de las Montañas Pirineos, Victoria; son exhibidos en la vidriera del negocio del joyero Mr. Robe, en Melbourne.
- 1848 - Se encuentra oro en Mitchells Creek cerca de Wellington NSW  on the Nanima squatting run,
- 1849, 31 de enero - Un pastor descubre oro en los Pyrenees, Port Phillip.
- 1849, enero - Thomas Chapman descubre oro en Daisy Hill, Victoria y se lo vende a Mrs. Brentani, Collins Street, Melbourne, una pepita que pesaba 16 onzas.  Temeroso de las autoridades de Melbourne, el descubridor huye hacia Sídney en el 'Sea-horse'.
- 1849 - William Clarke, Jr., junto con William Vicary, encuentran cuarzo aurífero en Smythesdale, Victoria.
- 1851, enero - Edward Austin[2] lleva a Sídney una pepita de oro que posee un valor de £35, la cual había encontrado en el distrito de  Bathurst.[3]

## Licencias
La primera licencia fue otorgada en Victoria el 21 de septiembre de 1851. En Nueva Gales del Sur se otorgaron en total 12 186 licencias hasta el 31 de octubre de 1851: 8637 fueron emitidas en Turon, 2094 en Ophir, 1009 en Meroo y Louisa Creek, 405 en Araluen y 41 en Abercrombie.